# شیوه‌تو (محوطه باستان‌شناسی)
شیوه‌تو یک محوطه باستان‌شناسی در ۷ کیلومتری غرب مهاباد، مشرف به جاده مهاباد - پیرانشهر در استان آذربایجان غربی ایران مربوط به دوره پارینه سنگی زیرین در حدود ۴۰۰٬۰۰۰ سال پیش است. باستان‌شناسان نزدیک به صد اثر از منطقه‌ای به مساحت حدود یک هکتار مشرف بر رودخانه مهاباد را جمع‌آوری کرده‌اند. بسیاری از مصنوعات از سنگ‌فرش‌های آندزیت، کوارتزیت و بازالت ساخته شده‌اند. صنعت سنگ عمدتاً از هسته‌ها، سنگ‌فرش‌ها و خردکن‌های هسته تشکیل شده‌است. بارزترین یافته از این محوطه یک ابزار است که نوعی ابزار سنگی دو وجهی آشولی در دوره پارینه سنگی زیرین است.

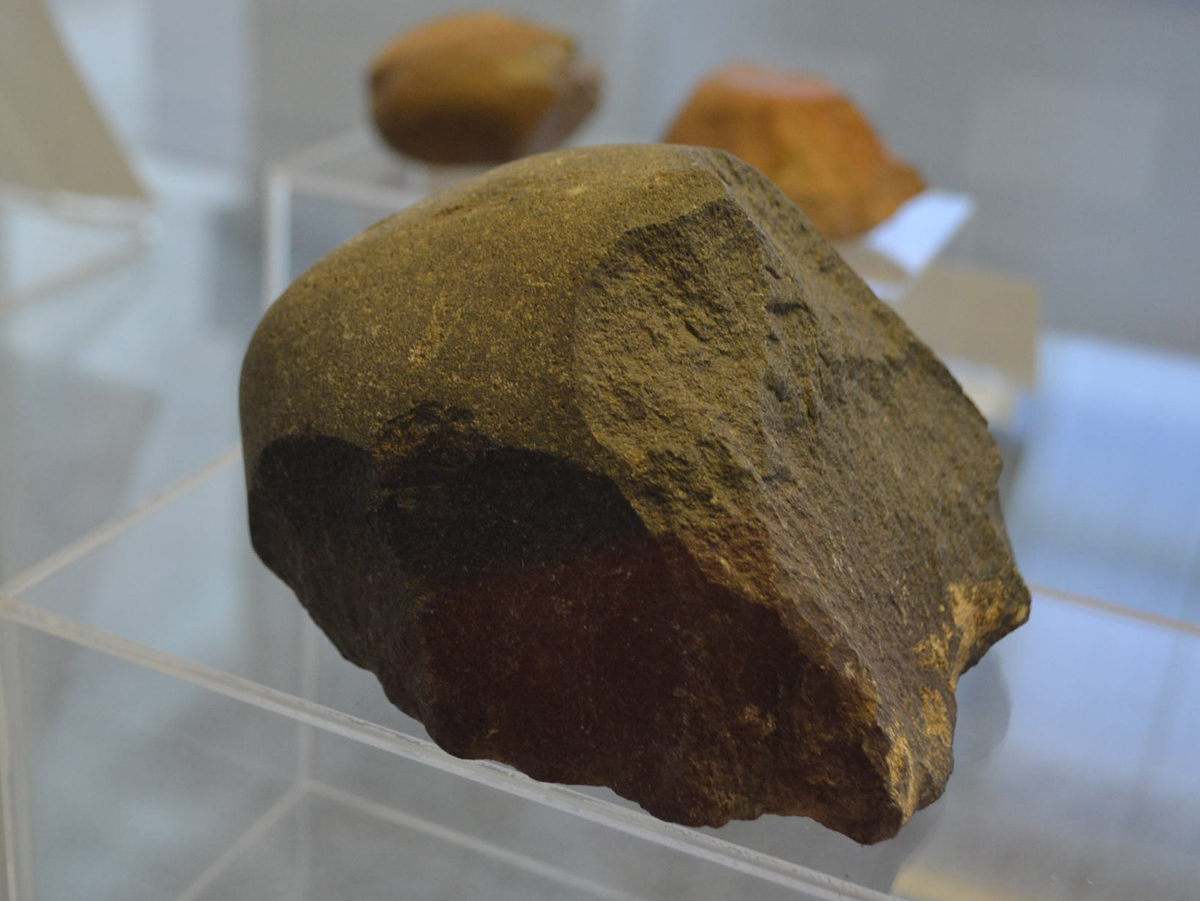
سنگ شیوه‌تو، موزه ملی ایران